# Agua supercrítica
Al aumentar considerablemente la presión y temperatura del agua se alcanza el punto crítico. En este punto la presión es incapaz de impedir la ebullición. Si la temperatura es superior a 374 °C el agua hierve y en este punto la presión es 221 veces superior a la presión atmosférica habitual. Estos valores son la presión crítica y temperatura crítica del agua, por encima de éstos tenemos agua supercrítica.
Por encima de la presión y temperatura crítica (647.14 K y 22.064 MPa o 374 °C y 221 atm), el agua no se comporta ni como un gas ni como un líquido, comparte propiedades de ambos: como el vapor, el agua supercrítica ocupa todo el volumen de un recipiente que la contenga y disolverá sustancias, al igual que lo hace el agua líquida.
A pesar de que el agua supercrítica tiene unos valores críticos muy alejados se emplea en numerosas aplicaciones dentro del campo de la Química sostenible (green chemistry, en inglés).

## Diagrama de fases

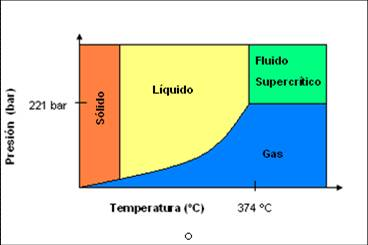
Diagrama de fases del agua supercrítica

A temperaturas superiores a la crítica no es posible generar una fase líquida condensada por elevación de la presión. El fluido supercrítico pasa directamente a líquido si se reduce la temperatura en condiciones isobaras o a gas si se disminuye la presión.

## Propiedades
A 374 °C y 221 bar el agua supercrítica:
- Baja tensión superficial por lo que puede penetrar fácilmente en materiales sólidos poco porosos y disolver dentro de la matriz insoluble los materiales que interesan extraer.
- Alta difusividad, le permite penetrar en las matrices sólidas mejor que los disolventes convencionales.
- Baja viscosidad que le proporciona propiedades de flujo muy favorables.
- Densidad elevada, muy adecuado para disolver sustancias. Además la densidad se modifica de manera muy acusada con cambios de temperatura y de presión.
- Tiene una constante dieléctrica similar a la de los disolventes orgánicos.
- El producto iónico disminuye alcanzando un valor límite de 10-11 .
- Tiene una polaridad similar a la acetona.
- Disuelve compuestos orgánicos.
- Disuelve sales.
- Los procesos transcurren en fase homogénea.
- Se facilita la separación del soluto (por enfriamiento).
- Cataliza reacciones ácido-base.
- Es capaz de eliminar residuos.

## Aplicaciones

### Síntesis Hidrotérmica
En síntesis hidrotérmica los mecanismos de reacción se modifican por el hecho de presentarse las reacciones en presencia de agua y condiciones de presión y temperatura cercanas al punto crítico.

#### Conversión hidrotérmica de la biomasa
La conversión hidrotérmica subcrítica de la biomasa se desarrolla por un mecanismo de reacción de iones y radicales libres donde se produce mayoritariamente reacciones de pirólisis, hidrólisis y polimerización. Mediante este proceso se remueve oxígeno de la biomasa, de esta forma aumenta el poder calorífico de los productos que muestran propiedades semejantes a los hidrocarburos.
Los principales productos de la conversión hidrotérmica subcrítica de la biomasa y residuos de biomasa son los furfurales y los ácidos carboxílicos.
Los compuestos obtenidos por conversión hidrotérmica de biomasa tienen un valor añadido que supera al valor de la materia prima, pero es evidentemente fascinante la idea de obtener estos productos a partir de residuos orgánicos y residuos de biomasa, dada su generalidad y su bajo o nulo precio de compra.

#### Síntesis de catalizadores de tres vías
Usando agua supercrítica como medio de reacción permite obtener materiales de tamaño nanométrico en grandes cantidades en muy poco tiempo. Mediante esta técnica medioambientalmente sostenible obtenemos productos con mejores propiedades que los obtenidos por métodos convencionales.

### Oxidación con agua supercrítica
(supercritical water oxidation, en inglés).
La mezcla de la disolución contaminante y oxígeno (aire) en condiciones supercríticas (374 °C y 221 bar) forma una única fase con lo que desaparecen las resistencias a la transferencia de materia. Además como la tensión superficial es nula, el O2 penetra en los poros más pequeños y puede oxidar a cualquier sustancia. 
La velocidad de reacción de oxidación es muy elevada debido a:
- La elevada temperatura.
- Ausencia de resistencia difusional.
- Generación de radicales hidroxilo (·OH), de gran poder oxidante.

En estas condiciones los contaminantes orgánicos se destruyen con una eficiencia de oxidación mayor que 99,99% en tiempos de contacto muy breves que no requieren ningún tratamiento adicional de los productos gaseosos.
Los productos de la oxidación son dióxido de carbono y agua, a excepción de los heteroátomos cloro y azufre que se transforman en los correspondientes ácidos o sales.
Los inconvenientes de esta técnica son:
- La presencia en el residuo a tratar de grandes cantidades de sales inorgánicas presentes o que durante el proceso se forman, ya que el agua tiene un producto iónico muy bajo y las sales son insolubles en ella.
- La alta corrosión a la que son sometidos los materiales de construcción de los reactores debido a las severas condiciones de reacción.

Los residuos tóxicos y peligrosos a los que se puede aplicar esta técnica son: efluentes de la industria química o farmacéutica, agentes de guerra química, propulsores de misiles, explosivos, lodos de depuración y plaguicidas.

#### Oxidación de compuestos orgánicos peligrosos
El agua supercrítica es miscible tanto con oxígeno como con compuestos orgánicos, con lo que se puede lograr altos coeficientes de destrucción en un tiempo de residencia en el reactor muy corto. En las condiciones de reacción (500-600 °C) la producción de óxidos de nitrógeno, óxidos de azufre y dioxinas se reduce notablemente comparando con otros métodos tradicionales de eliminación de residuos tales como la incineración.
Los principales productos de oxidación son: ácido acético, alcoholes, óxidos de carbono y residuos orgánicos. Para lograr una oxidación completa es necesario el uso de catalizadores específicos. Una ventaja de este proceso es la ausencia de formación de coque y de la inhibición del catalizador.

#### Tratamiento de aguas residuales procedentes de la destrucción de envases de productos fitosanitarios
En este procedimiento se llevan a cabo las reacciones de hidrólisis y oxidación de tres compuestos representativos de herbicidas, insecticidas, fungicidas. Se introducen innovaciones y mejoras en el tratamiento de envases de productos fitosanitarios.
Consiste en un tratamiento de lavado de los envases que permiten su reciclaje y, después el proceso de tratamiento de las aguas de lavado, mediante oxidación con agua supercrítica, así se eliminan con una gran eficiencia en tiempos de contacto muy breves los restos de los productos.

### Como disolventes en reacciones orgánicas
El agua supecrítica sirve como medio de síntesis selectivo ya que cada una de las rutas por las que puede transcurrir la reacción se ve favorecida por unas condiciones de presión y temperatura diferentes. Este fluido supercrítico no cambia el mecanismo por efecto del cambio de disolvente, sino que el incremento de la velocidad de reacción se debe a la homogeneización de los reactivos y del catalizador en el medio supercrítico.
Las ventajas a destacar de usar agua supercrítica como disolvente en reacciones orgánicas son:
- Reacciones de hidrólisis de un modo sencillo (Reciclado de PET).
- Reacciones de catálisis básica sin base: Knoevenagel, Dieckman, aldólica.
- Reacciones en catálisis básica sin ácidos: Friedel-Crafts, evitando el empleo de AlCl3 que provoca corrosión en el equipo, la formación de sales como subproductos, además de una separación de los productos más sencilla.
- Se evita la presencia de un disolvente orgánico, lo cual factor muy favorable para la industria de las fragancias.

### Otras aplicaciones
- Regeneración con agua supercrítica de carbones activados agotados.
- Preparación de materiales carbonosos adsorbentes con agua supercrítica.

## Instrumentación: Reactor de oxidación en agua supercrítica
El reactor utilizado para la oxidación en agua supercrítica es un sistema cerrado que no produce emisiones atmosféricas. Además de esta ventaja, trabaja en un rango de temperaturas considerablemente más bajo (500-600 °C) que los usados típicamente en incineración (2000-3000 °C). Estas temperaturas relativamente bajas hacen que en los reactores no se formen óxidos de nitrógeno y se consuma una menor cantidad de combustible.
Un ejemplo de los reactores usados en este proceso es un reactor vertical cilíndrico dividido en dos zonas: 
- Una zona superior, que se encuentra a temperatura supercrítica, a la que se alimenta la mezcla de reacción, donde tiene lugar la oxidación.
- Una parte inferior donde caen las sales insolubles formadas y que dan lugar a partículas sólidas. Esta parte del reactor está enfriada por la inyección de agua, tiene condiciones subcríticas y redisuelve estas sales permitiendo su extracción por la parte inferior.